# 山崎稜
山崎 稜（やまざき りょう、1992年9月25日 - ）は、日本のバスケットボール選手である。ポジションはシューティングガード。身長183cm、体重82kg。B.LEAGUEの広島ドラゴンフライズに所属している。

## 来歴
埼玉県出身。2000年にさいたまスーパーアリーナで行われたスーパードリームゲーム2000を観戦したことをきっかけにバスケットボールを始める。昌平高等学校3年次に出場した2010年のウィンターカップでは、初戦で敗れたものの、チーム最多の21得点を挙げた。
高校卒業後、井上雄彦が創設したスラムダンク奨学金の第4期奨学生として2011年にアメリカ・サウスケントスクールに留学した。翌2012年5月にサウスケントを卒業した後、同年9月にタコマ・コミュニティ・カレッジに進学するが、翌2013年に帰国し、同年7月に埼玉ブロンコスに練習生として入団。10月18日に埼玉と選手契約を結んだ。この2013-14シーズンは29試合に出場し、シーズン終了後に契約満了となり退団した。
2014年6月、バンビシャス奈良に移籍し、1シーズン在籍した。
2015年7月、富山グラウジーズに移籍し、2シーズン在籍した。
2017年7月、初代Bリーグチャンピオンとなった栃木ブレックスへ移籍し、3シーズン在籍した。
2020年7月、群馬クレインサンダーズに移籍し、3シーズン在籍した。
2023年7月、広島ドラゴンフライズに移籍。
移籍最初のシーズンで広島はBリーグチャンピオンシップ2023-24にワイルドカード枠で進出、チームを優勝に導き、チャンピオンシップでは全8試合出場し平均13.9得点等の活躍が認められBリーグチャンピオンシップ2023-24のMVPに選出された。

## 成績
| シーズン         | チーム | GP | GS | MPG  | FG%  | 3P%  | FT%  | RPG | APG | SPG | BPG | TO  | PPG |
| ---------------- | ------ | -- | -- | ---- | ---- | ---- | ---- | --- | --- | --- | --- | --- | --- |
| bjリーグ 2013-14 | 埼玉   | 29 |    | 6.8  | .317 | .320 | .636 | 0.4 | 0.2 | 0.1 | 0   | 0.3 | 2.0 |
| bjリーグ 2014-15 | 奈良   | 49 |    | 14.6 | .365 | .339 | .743 | 1.0 | 0.7 | 0.3 | 0   | 1.2 | 6.3 |
| bjリーグ 2015-16 | 富山   |    |    |      |      |      |      |     |     |     |     |     |     |
| B1 2016-17       | 富山   |    |    |      |      |      |      |     |     |     |     |     |     |
| B1 2017-18       | 栃木   |    |    |      |      |      |      |     |     |     |     |     |     |